# Мачинга
Мачи́нга (англ. Machinga) — селище, центральний населений пункт та адміністративний центр дистрикту Мачинга Південного регіону Малаві.
Населення — 1833 особи (2018).